# انجمن اسماعیلی
انجمن اسماعیلی، مؤسسه تحقیقاتی که در ۱۶ فوریه ۱۹۴۶ در بمبئی هند زیر حمایت آقاخان سوم، سلطان محمدشاه (۱۲۹۴–۱۳۷۶ قمری)، چهل و هشتمین  نزاریان اسماعیلی بنیانگذاری شد. بنابر منشور منتشر شده، هدف اصلی این انجمن، «ارتقای مطالعات مستقل و انتقادی در تمامی مواردهای مرتبط با اسماعیلیان» با اظهار اتخاذ سیاست دوری‌گزینی از تمامی اهداف تبلیغاتی سیاسی-مذهبی است.
انجمن اسماعیلی خارج از انجمن تحقیقاتی اسلامی که در ۱۹۳۳ در بمبئی تأسیس شده بود، تحت حمایت آقاخان سوم رشد یافت. ولادمیر ایوانف (۱۸۸۶–۱۹۷۰ میلادی) مسئول تأسیس و ارتقاء هر دو انجمن (تحقیقات اسلامی و اسماعیلی) بود. ایوانف، یکی از برجسته‌ترین پژوهشگران روس اسماعیلی‌شناس، مدت کوتاهی پس از انقلاب اکتبر، خاک روسیه را به مدت چهل سال ترک کرد و در هند گذرانید. ایوانف به همراه همکارانش در کمیته اجرایی انجمن، به ریاست علی مک‌کلی (Ali M. Mecklai) و دبیر آن، اشرف فیضی (Asaf A. A. Fyzee) با هدف بر تمرکز مطالعات اسماعیلی و انتشار مجلات آن مشغول شد و سپس با ادامه ریاست مک‌کلی، تبدیل به انجمن اسماعیلی ارتقاء یافت.
با کمک ایوانف به عنوان ویراستار افتخاری و نویسنده اصلی، انجمن سری‌هایی از متون، ترجمه‌ها و تک‌پژوهش (رساله) در زبان‌های فارسی، عربی، انگلیسی و گجراتی منتشر ساخت. ارتباط نزدیک ایوانف با فرقه‌گراها (sectarians) اسماعیلی، به او فرصت دسترسی به کلکسیون خصوصی نسخه‌های خطی را داد که تا آن زمان، به دقت از آنها نگه‌داری می‌شد؛ نسخه‌های بسیاری که او برای کتابخانه انجمن، تهیه کرد. درحقیقت، ایوانف نیروی محرکه انجمن بود. در ۱۹۶۴، انتشار سری انجمن متوفق شد و انجمن به سمت انجمن اسماعیلیان پاکستان در کراچی، جذب شد.
بین سال‌های ۱۹۴۶ تا ۱۹۶۳، انجمن بیست و هشت قلم منتشر کرد که بیست و دو مورد آن، نوشتهٔ خود ایوانف بود. مهمترین متن انجمن اسماعیی، ترجمه شده و ویراستاری شده برای اولین بار توسط ایوانف شامل:
- شش فصل ناصرخسرو (بمبئی، 1949).[۱]
- هفت باب و ابواسحاق قهستانی، نویسنده نزاری در اوایل قرن ۱۰ ام هجری/ ۱۶ میلادی (تهران، ۱۳۳۶ شمسی/ ۱۹۵۷ میلادی).[۱]
- ناصرالدین طوسی، روضة التسلیم (بمبئی، 1950).[۱]
- پندیات جوانمردی، شامل گفتارهایی از اواخر قرن نهم هجری/ پانزدهم میلادی از  منتصر بالله (بمبئی، 1953).[۱]
- فضل در بیان شناخت .[۱]
- تنصیفات، منتسب به خیرخواه هراتی، مبلغ نزاری در میانه قرن دهم هجری/ ۱۶ میلادی (تهران، ۱۹۶۱ میلادی).[۱]
- برخی آثار شهاب‌الدین شاه (مرگ ۱۳۰۲ هجری/ ۱۸۸۴ میلادی) پسر ارشد آقاخان دوم.[۱]

آخرین نسخه انجمن و آخرین اثر ایوانف، ادبیات اسماعیلی (تهران، ۱۹۶۳)، یک بررسی کتابشناسی گسترده بر روی نسخه‌های خطی ادبیات اسماعیلی است که اطلاعاتی را در مورد حدود ۹۰۰ عنوان جمع‌آوری کرده است.